# Sally Rooney
Sally Rooney (Castlebar, 1991. február 20. –) ír író, forgatókönyvíró.

## Fiatalkora, diákkora
Rooney Castlebarban, Mayo megyében született 1991-ben, ott nőtt fel és ma is ott él, miután Dublinban tanult és New Yorkban dolgozott. Apja, Kieran Rooney a Telecom Éireann-nál dolgozott, anyja, Marie Farrell pedig egy művészeti központot vezetett. Rooney-nak van egy bátyja és egy húga. A dublini Trinity College-ban tanult angolul, ahol 2011-ben ösztöndíjassá választották. Ott kezdte (de nem fejezte be) a mesterképzését, helyette amerikai irodalomból szerzett 2013-ban MA -fokozatot. Rooney marxistának vallotta magát.
Amíg a Trinity College-ba járt, Rooney egyetemi vitázó volt, és végül 2013-ban az Európai Egyetemi Vitabajnokság legjobb vitatkozója lett. Mielőtt író lett volna, egy étteremben dolgozott adminisztratív beosztásban.

## Pályafutása
Rooney 15 évesen fejezte be első regényét – amelyet „abszolút szemétnek” minősített. Első publikált munkája a The Stinging Fly című két verse volt, amelyeket még középiskolás korában küldtek be a folyóiratba. 2014 végén "folyamatosan" kezdett írni. Bemutatkozó regényét Conversations with Friends (Baráti beszélgetések) címmel írta, miközben amerikai irodalmat tanult mesterképzésen.
2015-ben az Even If You Beat Me című esszéjét, amely arról szólt, hogy ő volt az "európai kontinens legjobb versengő vitázója", Tracy Bohan, a Wylie Ügynökség ügynöke látta, és felvette Rooney-val a kapcsolatot. Rooney adott Bohannak egy kéziratot, Bohan pedig szétküldte a kiadóknak, és kapott is hét ajánlatot.

### Conversations with Friends (2017)
Rooney szerződést írt alá Tracy Bohannal, a Wylie Ügynökség munkatársával, és a Conversations with Friends című könyv kiadói jogait hét résztvevős árverésre bocsátották, és végül 12 országban értékesítették. A regény 2017 júniusában jelent meg a Faber and Faber kiadónál. Jelölték a 2018-as Swansea Egyetem Nemzetközi Dylan Thomas-díjára és a 2018-as Folio-díjra (Rathbones Folio Prize), valamint elnyerte a 2017-es Sunday Times Peters Fraser & Dunlop Az év fiatal írója díjat.
2017 márciusában a Mr Salary című novelláját beválogatták a Sunday Times EFG Private Bank Short Story díjára. 2017 novemberében Rooney-t a The Stinging Fly ír irodalmi folyóirat szerkesztőjeként jelentették be. She was a contributing writer to the magazine. She oversaw the magazine's two issues in 2018, before handing the editorship over to Danny Denton. She remains a contributing editor to the magazine.
2018-ban bejelentették, hogy Rooney részt vesz a Cúirt Nemzetközi Irodalmi Fesztiválon.

### Normal People (2018)
Rooney második regénye, a Normal People (Normális emberek) 2018 szeptemberében jelent meg, szintén a Faber & Faber gondozásában. A regény Rooney At the Clinic című novellája két főszereplője közötti történetéből nőtt ki, amely először a londoni székhelyű The White Review irodalmi magazinban jelent meg 2016-ban. 2018 júliusában a Normal People felkerült az év Man Booker-díjára. 2018. november 27-én a mű elnyerte az „Év ír regénye” díjat az Irish Book Awardson, és 2018-ban a Waterstones (korábban Waterstone's, brit könyvkereskedelmi cég) év könyve címet is elnyerte. 2019 januárjában elnyerte a Costa Book Awardot (korábban Whitbread) a regény kategóriában. Felkerült a 2019-es Dylan Thomas-díjra és a 2019-es női szépirodalmi díjra. 46 nyelvre fordították le, és többek között Barack Obama és Taylor Swift dicséretében részesült.
A regényből 12 részes sorozat készült a BBC Three és a Hulu online platform koprodukciójaként, a forgatás Dublinban és Sligo megyében zajlott és Lenny Abrahamson és Hettie Macdonald rendezte. Daisy Edgar-Jones és Paul Mescal játszotta Marianne-t, illetve Connell-t. A sorozat sikert aratott, és négy Primetime Emmy-díjra jelölték, beleértve a kiváló főszereplőt, a kiváló rendezést és a kiváló írói díjat kategóriában.
2020 februárjában bejelentették, hogy a Conversations with Friends című regényből egy 12 epizódos BBC Three/Hulu minisorozat is készül. Azt is bejelentették, hogy a Normal People mögött álló kreatív csapat, a rendező Lenny Abrahamson és a társíró, Alice Birch is dolgozik ezen az adaptáción.

### Beautiful World, Where Are You (2021)
2019 áprilisában a New York-i Public Library Dorothy és Lewis B. Cullman kutatói és írói központja bejelentette 2019-es ösztöndíjas osztályát, amelyben Rooney is szerepelt. A sajtóközleményben az állt, hogy "Gyönyörű világ, hol vagy, munkacímmel új regényt fog írni, amely az esztétikát és a politikai válságot vizsgálja." A regényt a Farrar, Straus és Giroux kiadó adta ki az Egyesült Államokban, valamint Faber az Egyesült Királyságban és Írországban 2021 szeptemberében.
Rooney visszautasította, hogy egy izraeli kiadó lefordítsa héberre a Beautiful World, Where Are You című könyvét, a palesztinok vezette Bojkott, Elvonás és Szankciók (Boycott, Divestment and Sanctions) mozgalom támogatásaként. 2021 októberében Rooney kijelentette, hogy „Az új regényem héber nyelvű fordítási jogai továbbra is rendelkezésre állnak, és ha sikerül megtalálnom a BDS mozgalom intézményi bojkott-irányelveinek megfelelő módot ezeknek a jogoknak az eladására, nagyon örülök, és büszke leszek rá”.
Megtorlásul két izraeli könyvesboltlánc bejelentette, hogy november elején Rooney összes könyvét bevonják a polcaikról. Rooney izraeli kiadója viszont azt mondta, hogy továbbra is árulja a könyveit. Ezt követően az Artists for Palestine UK által szervezett levelében 70 író és kiadó kijelentette, hogy támogatják Rooney döntését.

### Intermezzo (2024)
Bejelentették, hogy Rooney negyedik regénye, az Intermezzo 2024 szeptemberében jelenik meg. A regény középpontjában két testvér, Peter és Ivan Koubek bonyolult kapcsolata áll.

## Politikai nézetek
Rooney feministának és marxistának írja le magát; mindkét szülei szocialisták és ők nevelték Rooney-ba a szocialista értékeket.
Rooney azt mondta, hogy munkája marxista jellegű. Egyes irodalomkritikusok bírálták ezt a szempontot: Madeleine Schwartz, a The New York Review of Books munkatársa azt mondta Rooney műveiről, hogy „a politika többnyire gesztus”; Becca Rothfeld, a The Point irodalmi folyóirat munkatársa azt írta, hogy Rooney marxizmusa nem több, mint "divatos testtartás" és "szentségi irodalomnak" nevezte munkáját, amely "tele van önreklámozással és előadóilag igazságos vélemények közvetítésével". Cody Delistraty, a Vulture számára író, kedvezőtlenül hasonlította össze Rooney művének antikapitalista politikáját olyan kortárs regényírókkal, mint Halle Butler, Tony Tulathimutte és Ling Ma, és úgy véli, hogy Rooney szereplői végül egyszerűen elfogadják a kapitalista status quót, nem pedig megkérdőjelezik azt.
A Normal People végét, amelyben a munkásosztálybeli Connell New Yorkba emigrál, hogy kreatív írás tanfolyamot kezdjen a New York Egyetemen, egyes kritikusok „burzsoá” fantáziának nevezték. Rooney azt válaszolta, hogy ezek a kritikusok félreértik az osztálydinamikát:

 Marxista szempontból azok az emberek, akik a megélhetésért dolgoznak, nem pedig a tőkéből pénzt keresnek, munkások, a munkásosztály tagjai. De a mai köznyelvben a „munkásosztály” kifejezést sokkal megszorítóbban használják, csak bizonyos közösségekre vagy bizonyos iparágakban dolgozókra alkalmazzák. A kifejezés ezen használatai valójában egyáltalán nem felcserélhetők. Nagyon különböző dolgokat jelentenek. Így természetesen, amikor ezzel a terminológiával próbálunk az osztályról beszélni, zavarba és nézeteltérésbe ütközünk.

Rooney munkáinak feminista témái népszerűvé tették őket Kínában, ahol bestsellernek számítanak.[59][60] A 2018-as írországi abortusz törvényességéről tartott népszavazás során Rooney az igen szavazat mellett kampányolt.
A 2018-as írországi abortusz törvényességéről tartott népszavazás során Rooney az igen szavazat mellett kampányolt.

## Nézetek Izraelről
Rooney visszautasította egy izraeli kiadó ajánlatát a Beautiful World, Where Are You héberre fordítására, arra hivatkozva, hogy támogatja a palesztinok vezette Bojkott, Elvonás és Szankciók (BDS) mozgalmat. 2021 októberében azt mondta: "Az új regényem héber nyelvű fordítási jogai továbbra is rendelkezésre állnak, és ha megtalálom a módját, hogy eladjam ezeket a jogokat, amely megfelel a BDS mozgalom intézményi bojkottra vonatkozó irányelveinek, nagyon örülök, és büszke vagyok rá”. Megtorlásul két izraeli könyvesbolt-lánc bejelentette, hogy november elején Rooney összes könyvét levonják a polcokról. Rooney izraeli kiadója azt mondta, hogy továbbra is árulja a könyveit. Ezt követően az Artists for Palestine UK által szervezett levélben 70 író és kiadó, köztük Kevin Barry, Rachel Kushner, Geoff Dyer, Pankaj Mishra, Carmen Callil és Ahdaf Soueif kijelentette, hogy támogatják Rooney döntését.

## Magánélete
Szülővárosában, Castlebarban él, férje John Prasifka matematikatanár.

## Díjai
- 2017 The Sunday Times – Young Writer of the Year[81]
- 2018 Irish Book Awards – Novel of the Year – Normal People[82]
- 2018 Costa Book Awards – Normal People[83]
- 2019 Encore Award – Normal People[84]
- 2022 Dalkey Literary Awards – Beautiful World, Where Are You[85]

## Bibliográfia

### Regények
- Conversations with Friends – London: Faber and Faber 2017. ISBN 9780571333127
- Normal People – London: Faber and Faber 2018. ISBN 9780571334643
- Beautiful World, Where Are You – London: Faber and Faber 2021. ISBN 9780571365425
- Intermezzo – London: Faber and Fraber 2024.

### Novellák
- After Eleanor Left, 2015
- Concord 34, 2016
- At the Clinic, 2016
- Robbie Brady's astonishing late goal takes its place in our personal histories 2017
- Mr Salary, 2019
- Color and Light, 2019
- Unread Messages, 2021

### Költészet
- Tírghrá, 2010
- Impossibilities, 2010
- The Stillest Horse, 2012
- After a Road Traffic Accident, Chennai, 2014
- The Most Amazing Live Instrumental Performance You Have Ever Heard", 2015
- Seven AM in April, 2015
- An Account of Vital Clues Which Appear To You In A Dream, 2015
- It Is Monday, 2015
- Have I Been Severe?, 2015
- Leaving You, 2015

### Esszék
- Even if you beat me, 2015
- An App to Cure My Fainting Spells, 2017
- An Irish Problem, 2018

### Magyarul
- Normális emberek (Normal People) – XXI. Század, Budapest, 2019 · ISBN 9786155955082 · fordította: Dudik Annamária Éva[86] · (Kult könyvek sorozat)
- Baráti beszélgetések (Conversations with Friends) – XXI. Század, Budapest, 2020 · ISBN 9786155915741 · fordította: Dudik Annamária Éva
- Hová lettél, szép világ (Beautiful World, Where Are You) – XXI. Század, Budapest, 2021 · ISBN 9789635681297 · fordította: Dudik Annamária Éva · (Kult könyvek sorozat)
- Intermezzo (Intermezzo) – XXI. Század, Budapest, 2024 · ISBN 9789635680092 · fordította: Dudik Annamária Éva · (Kult könyvek sorozat)

## Fordítás
- Ez a szócikk részben vagy egészben  a   Sally Rooney című angol Wikipédia-szócikk fordításán alapul.  Az eredeti cikk szerkesztőit annak laptörténete sorolja fel. Ez a jelzés csupán a megfogalmazás eredetét és a szerzői jogokat jelzi, nem szolgál a cikkben szereplő információk forrásmegjelöléseként.